# Marvin Thiel
Marvin Thiel (* 29. Januar 1995 in Lübeck) ist ein deutscher Fußballspieler. Der Linksverteidiger wurde überwiegend bei Lübecker Vereinen ausgebildet und spielt – mit einer einjährigen Unterbrechung bei Preußen Münster – seit 2012 beim VfB Lübeck.

## Karriere

### Jugend in Lübeck und Herrnburg
Der gebürtige Lübecker begann im östlichen Bezirk Eichholz beim Eichholzer SV mit dem Fußballspielen, bevor er im angrenzenden Lüdersdorfer Ortsteil Herrnburg (Mecklenburg-Vorpommern) bei SF Herrnburg spielte. Anschließend spielte Thiel im Lübecker Ortsteil Siems beim TSV Siems und wechselte zur Saison 2012/13 im Alter von 17 Jahren zu den A-Junioren (U19) des VfB Lübeck. Mit der U19 wurde der Mittelfeldspieler Meister der A-Junioren-Regionalliga Nord, wodurch diese erstmals in die A-Junioren-Bundesliga aufstieg. In der Saison 2013/14, seinem letzten Jahr bei den Junioren, zählte Thiel in der Bundesliga zum Stammpersonal, jedoch stieg die Mannschaft als Tabellenletzter direkt wieder in die Regionalliga Nord ab. Parallel kam der A-Junior zu 3 Einsätzen in der ersten Mannschaft, die nach dem Zwangsabstieg aufgrund einer Insolvenz Meister der Schleswig-Holstein-Liga wurde und in die Regionalliga Nord aufstieg.

### VfB Lübeck
Ab der Saison 2014/15 gehörte Thiel fest dem Kader der ersten Mannschaft an. Er absolvierte als Ergänzungsspieler 19 Ligaspiele (10-mal von Beginn), in denen er ein Tor erzielte. Zum Gewinn des SHFV-Pokals steuerte er 2 Einsätze bei, wodurch sich der VfB für den DFB-Pokal qualifizierte. Um Spielpraxis zu sammeln, wurde der Mittelfeldspieler zudem 12-mal in der zweiten Mannschaft in der sechstklassigen Verbandsliga Süd-Ost eingesetzt, wobei er 4 Tore erzielte. In der Saison 2015/16 blieb seine Rolle unverändert. Neben 21 Einsätzen (10-mal von Beginn) in der Regionalliga, in denen er ein Tor erzielte, kam Thiel 4-mal (2 Tore) in der zweiten Mannschaft zum Einsatz. Der VfB konnte darüber hinaus seinen Titel im SHFV-Pokal verteidigen, wobei er erneut 2-mal eingesetzt wurde.
Zur Saison 2016/17 übernahm der Österreicher Rolf Martin Landerl die Mannschaft. Unter ihm wurde Thiel Stammspieler und konnte in 32 Regionalligaeinsätzen (29-mal von Beginn) 5 Treffer verzeichnen. Zudem spielte er in der ersten DFB-Pokal-Runde gegen den Zweitligisten FC St. Pauli erstmals in einem Pflichtspiel gegen eine Profimannschaft. In der Saison 2017/18 kam Thiel lediglich 21-mal (15-mal von Beginn) in der Regionalliga zum Einsatz und erzielte 2 Tore. Zudem wurde er einmal in der zweiten Mannschaft eingesetzt, die in dieser Spielzeit in der neu geschaffenen sechstklassigen Landesliga spielte und durch den Meistertitel in der Staffel Holstein in die Oberliga aufstieg. In der Saison 2018/19 kam der Mittelfeldspieler unter Landerl wieder häufiger zum Einsatz, sodass für ihn am Saisonende 27 Ligaeinsätze und 2 Tore zu Buche standen. Der VfB Lübeck wurde hinter der Zweitmannschaft des VfL Wolfsburg Vizemeister und konnte erneut den SHFV-Pokal gewinnen.
Zum Beginn der Saison 2019/20 zog sich Thiel eine Adduktorenverletzung vor und fiel bis Mitte November aus. Da die Spielzeit im März aufgrund der COVID-19-Pandemie nicht mehr fortgeführt werden konnte, konnte er nur in 9 Spielen mitwirken, die er jedoch alle in der Startelf absolvierte. Der VfB Lübeck wurde nach dem Saisonabbruch als Tabellenführer zum Meister und Aufsteiger in die 3. Liga erklärt.
Vor der Saison 2020/21, seiner ersten Spielzeit in einer voll-professionellen Liga, verlängerte der 25-Jährige seinen auslaufenden Vertrag bis zum 30. Juni 2021. Thiel absolvierte 30 Drittligaspiele und stand dabei 24-mal in der Startelf. Der VfB Lübeck stieg am Saisonende jedoch wieder in die Regionalliga Nord ab, woraufhin er den Verein nach 9 Jahren mit seinem Vertragsende verließ.

### Preußen Münster
Zur Saison 2021/22 schloss sich Thiel in der Regionalliga West dem Vorjahres-Dritten Preußen Münster an. Unter dem Cheftrainer Sascha Hildmann wurde er meist als Linksverteidiger eingesetzt, konnte sich aber nicht durchsetzen. Er kam auf 20 Regionalligaeinsätze, stand jedoch nur 9-mal in der Startelf. Die Mannschaft belegte hinter Rot-Weiss Essen den 2. Platz und verpasste nur aufgrund der schlechteren Tordifferenz den Aufstieg in die 3. Liga. Beim Rückspiel gegen die Essener im Stadion an der Hafenstraße machte sich Thiel als Auswechselspieler vor der gegnerischen Fankurve warm und erlitt aufgrund des Zündens eines Knallkörpers ein schweres Knalltrauma. Das Spiel wurde beim Stand von 1:1 abgebrochen und mit 2:0 für Preußen Münster gewertet. Thiel fiel daher einen Monat aus.

### Rückkehr nach Lübeck
Zur Saison 2022/23 kehrte Thiel zum VfB Lübeck zurück. Er unterschrieb einen Vertrag bis zum 30. Juni 2024 mit der Option auf ein weiteres Jahr.

## Erfolge
- Meister der Regionalliga Nord und Aufstieg in die 3. Liga: 2020, 2023
- SHFV-Pokal-Sieger: 2015, 2016, 2019, 2023, 2025
- Aufstieg in die Regionalliga Nord: 2014
- Meister der Schleswig-Holstein-Liga: 2014
- Meister der A-Junioren-Regionalliga Nord und Aufstieg in die A-Junioren-Bundesliga: 2013